# Aleksander Bekierski
Aleksander Bekierski herbu Jastrzębiec – porucznik wojsk koronnych w 1757 roku, starosta sokołowski.